# Lakonia

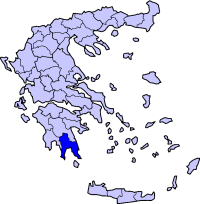
Współczesna Lakonia

Lakonia (gr. Λακωνία) – kraina historyczna w południowej starożytnej Grecji, położona w południowo-wschodniej części Półwyspu Peloponeskiego. Największym miastem była Sparta. Uczono tam mówić i odpowiadać na pytania możliwie jak najkrócej, dlatego ten styl nazywany jest lakonicznym sposobem mówienia.
Graniczy od północy z Arkadią, od zachodu z Mesenią. Powierzchnia Lakonii wynosi 3636 km², mieszka tu około 100,8 tys. ludzi (stan z roku 2005).

## Warunki naturalne
Lakonia jest krainą górzystą, przebiega przez nią pasmo gór Tajget z najwyższym szczytem o tej samej nazwie (zob. góra Tajget) wznoszącym się 2407 m nad poziom morza. Najdłuższą rzeką Lakonii jest przepływająca przez Spartę rzeka Ewrotas (daw. Eurotas). Linia brzegowa silnie rozczłonkowana z półwyspami Mani i Lakońskim wrzynającymi się daleko w głąb morza.

## Historia
Lakonia ze stolicą w Sparcie tworzyła w starożytności silne militarnie państwo, przewodzące Związkowi Peloponeskiemu. 
W II tysiącleciu p.n.e. Lakonia została podbita przez Achajów, a od 146 p.n.e. znalazła się pod kontrolą Rzymian jako część prowincji rzymskiej Achaja. W VI wieku n.e. podbita przejściowo przez Słowian. W okresie średniowiecza na jej terenie toczyły się walki pomiędzy Słowianami, Turkami, Frankami i Bizancjum i kraina często zmieniała właścicieli. W XIX wieku włączona do niepodległej Grecji.
Do końca 2010 roku Lakonia była prefekturą Republiki Greckiej ze stolicą w nowożytnej Sparcie. Od 2011 stanowi jednostkę regionalną Lakonia w Peloponez.